# Parandalia vivianneae
Parandalia vivianneae är en ringmaskart som beskrevs av Salazar-Vallejo och Reyes 1990. Parandalia vivianneae ingår i släktet Parandalia och familjen Pilargidae.
Artens utbredningsområde är Mexikanska golfen. Inga underarter finns listade i Catalogue of Life.